# 个人最好成绩
个人最好成绩（Personal Best），体育术语，又称“个人纪录”（PR, Personal Record）
个人记录或个人最好成绩（缩写为PR或PB）是个人在特定运动项目中的最佳表现。它最常见于田径、其他形式的跑步、游泳和举重等体育运动中。“破PB”或“刷新PB”指个人改善了他们在特定运动项目中的最佳表现。
“PR”在跑步赛事中指的是一个人在特定距离的比赛中的最佳时间。“个人最好成绩”一词越来越多地被用于官方体育统计数据，但它也可以指非官方的个人最佳表现。